# Jevgenij Chaldej
Jevgenij Chaldej (ryska: Евгений Халдей, ukrainska: Євге́н Халде́й: Jevhen Chaldej) född 1917, död 1997 var en berömd sovjetisk fotograf, mest känd för sina bilder från andra världskriget som 'Segerflagga över Reichstag', då röda armésoldater hissar den sovjetiska flaggan över riksdagshuset i Berlin 1945.